# HD 64760
HD 64760 är en ensam stjärna belägen i den södra delen av stjärnbilden Akterskeppet, som också har Bayer-beteckningen J Puppis. Den har en skenbar magnitud av ca 4,24 och är svagt synlig för blotta ögat där ljusföroreningar ej förekommer. Baserat på parallaxmätning inom Hipparcosuppdraget på ca 2,0 mas, beräknas den befinna sig på ett avstånd på ca 1 660 ljusår (ca 510 parsek) från solen. Den rör sig bort från solen med en heliocentrisk radialhastighet på ca 41 km/s.

## Egenskaper
HD 64760 är en blå till vit superjättestjärna av spektralklass B0.5 Ib Den har en massa som är ca 16 solmassor, en radie som är ca 22 solradier och har ca 155 000 gånger solens utstrålning av energi från dess fotosfär vid en genomsnittlig effektiv temperatur av ca 24 600 K.
Stjärnvindstrukturen hos HD 64760 har studerats utförligt. Dess spektrum visar klassisk P Cygni-profil som tyder på stark massförlust och hög vindhastighet, men spektrallinjeprofilen är också varierande. Variationen visar en 2,4-dygns modulering som orsakas av ickeradiell pulsation av stjärnan själv. Andra pulseringsperioder runt 4,81 timmar har också identifierats.
HD 64760 roterar snabbt. Trots dess stora storlek slutför den en rotation på 4,1 dygn jämfört med 27 dygn för solen. Detta gör att stjärnan har en något tillplattad form, med ekvatorialradien 20 procent större än polarradien. Det uppskattas att temperaturen på fotosfären är 23 300 K vid ekvatorn och 29 000 K vid polerna, på grund av gravitationens fördunkling. Dessutom har ytan temperaturvariationer på grund av dess pulsationer. Den effektiva temperaturen för stjärnan som helhet är 24 600 K, för att matcha en bolometrisk luminositet på 155 000 gånger solens.